# 小行星21583
小行星21583（21583 Caropietsch）是一颗绕太阳运转的小行星，为主小行星带小行星。该小行星于1998年9月26日发现。

## 轨道参数
小行星21583的轨道半长轴为3.1514922 UA，离心率为0.157。